# 부귀초등학교
부귀초등학교는 대한민국 전북특별자치도 진안군에 있는 공립 초등학교이다.

## 학교 연혁
- 1928년 6월 1일 부귀공립보통학교 개교
- 1995년 3월 1일 봉암분교 본교에 통합
- 1996년 3월 1일 수항초등학교가 수항분교로 되어 부귀초등학교 분교로 됨
- 1999년 9월 1일 수항분교 본교에 통합
- 2013년 3월 1일 전라북도교육청지정 통일교육시범학교(2년간)
- 2014년 9월 1일 제29대 김정임 교장 부임
- 2015년 2월 11일 제83회 졸업(총 3,735명)

## 참고 자료
- 부귀초등학교 - 한국교육학술정보원 학교알리미